# Microprofessor III

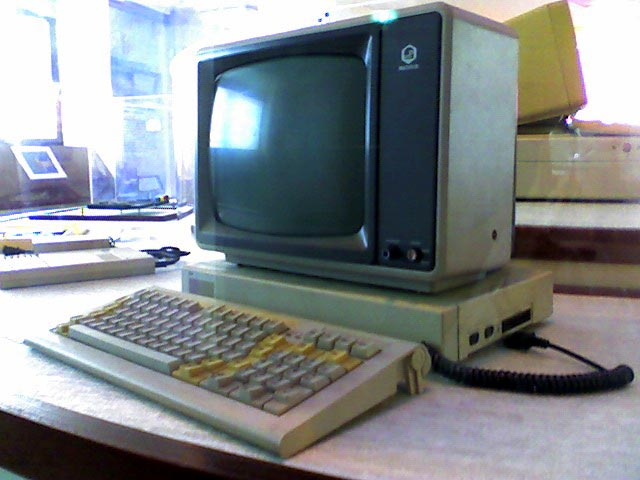
Un Microprofessor III in un'università di Taiwan, 2005 (lo schermo è un TV generico)

Il Microprofessor III, abbreviato MPF III, è un personal computer prodotto dalla Multitech, presentato nel 1983. È il successore del Microprofessor II ed è dotato di compatibilità software con il 90% dei programmi originali per il più noto Apple II; tuttavia non ne è tecnicamente una copia, pur essendo basato sullo stesso microprocessore MOS 6502.
Seguiva nell'aspetto i canoni dei personal computer in voga all'epoca.
È dotato di tastiera di livello professionale da 90 tasti, con tasti funzione, tastierino numerico e funzioni BASIC a tasto singolo, separata dall'unità centrale e collegata con cavo spiralato. Lo schermo con base girevole è appoggiabile sopra l'unità centrale, con case orizzontale.
Il video supporta maiuscole e minuscole e 40 od 80 colonne di testo ASCII per 24 righe, oppure modalità grafiche 280x192 pixel a 6 colori e 40x48 pixel a 96 colori.
La memoria RAM è da 64kB, più 2kB per la gestione della modalità a 80 colonne; la ROM è da 24kB e contiene l'interprete Applesoft BASIC.
Può essere dotato di due lettori di floppy da 5" sottili.
Le altre interfacce disponibili sono per registratore a cassette, paddle, joystick, uscita TV a colori, stampante Centronics e slot esterno per interfacce speciali, compatibile con quasi tutte le schede di espansione per Apple II.
Il distributore Digitek Computer fece realizzare appositi pacchetti applicativi gestionali, didattici, scientifici e ricreativi, anche localizzati in italiano, incentrati ad esempio sulle norme fiscali nazionali e non soltanto tradotti.